# 체스터 록

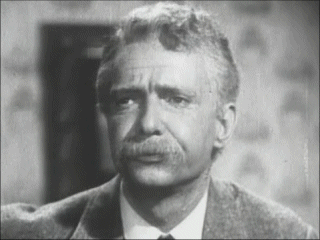

체스터 록(Chester Lauck, 1902년 2월 9일 ~ 1980년 2월 21일)은 미국의 배우, 영화배우이다.
실비치에서 사망하였다.

## 영화
- 수줍은 독신남 (1942년)